# Татуювання

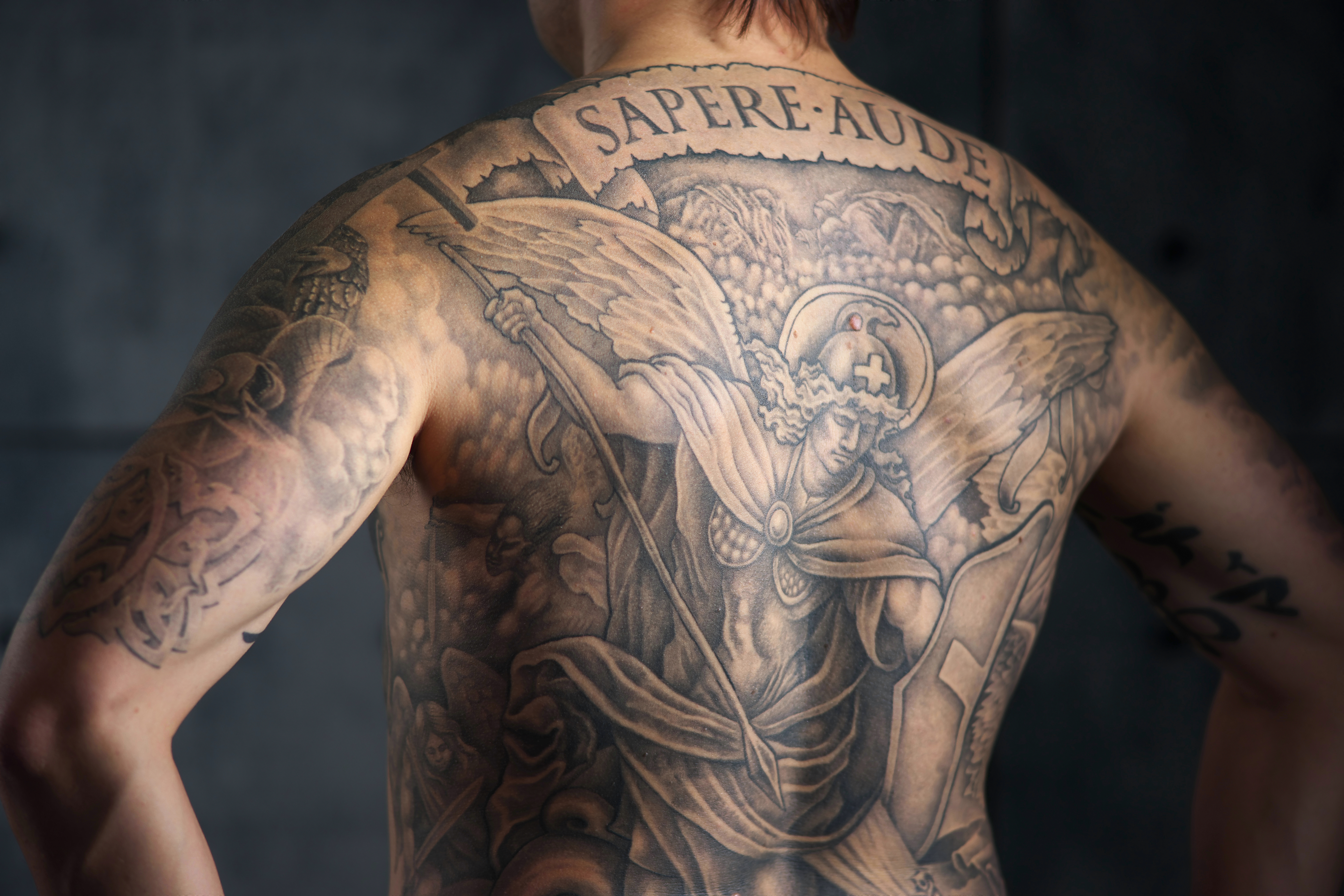
Татуювання на спині

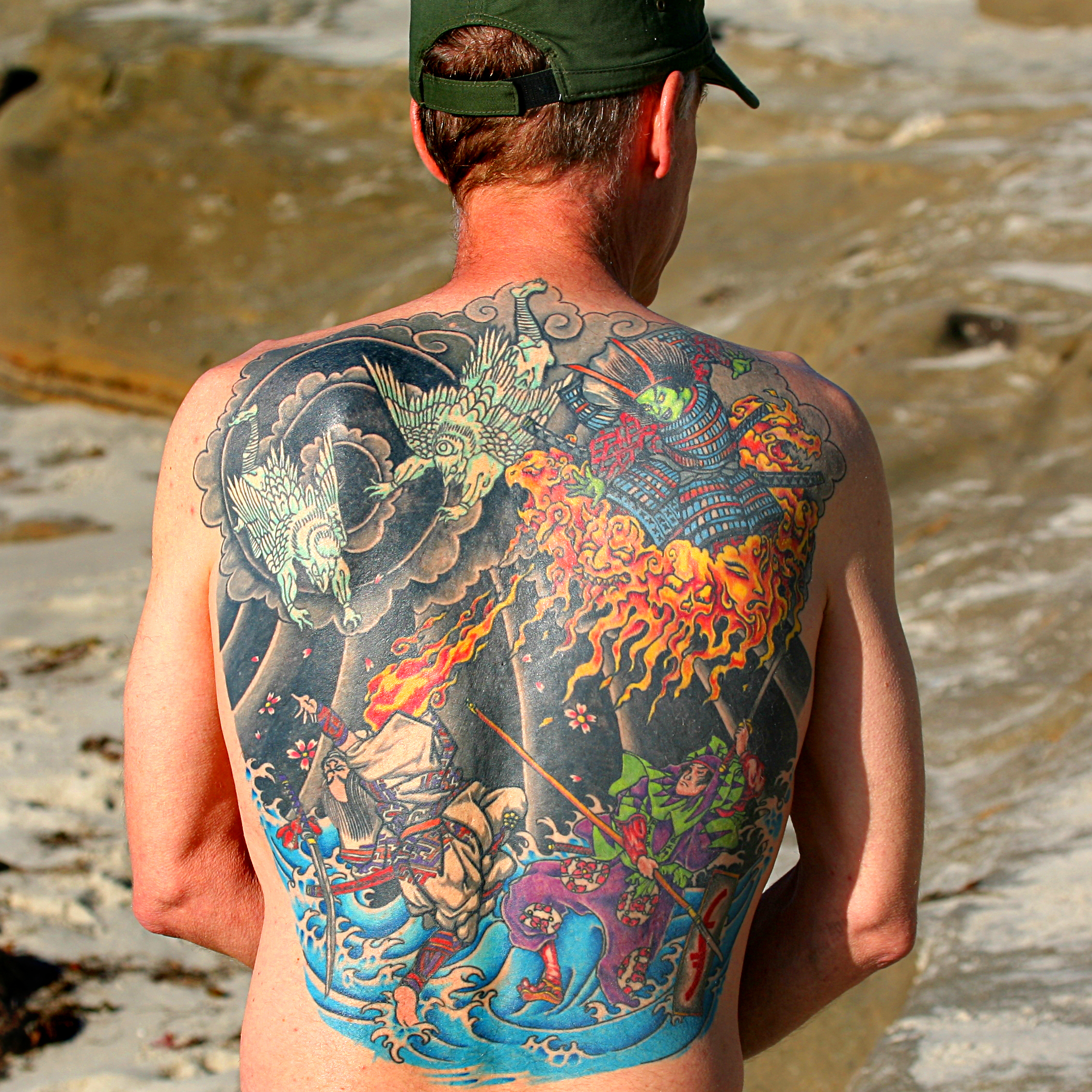
Татуювання на спині

Татуюва́ння — зображення (малюнок) на шкірі живої людини та процедура його нанесення. Технічно татуювання полягає в ін'єкціях фарби в глибину шкіри, чим досягається довготривалість — «вічність» татуювань. Татуювання може бути декоративним, символічним, статутним (у певних соціальних групах).

## Назва
Тату — термін, запозичений з полінезійської мови, на діалекті Таїті слово «татау» позначає «малюнок». У англійську мову це слово ввів видатний англійський мандрівник Джеймс Кук. Він вжив його в звіті про навколосвітню подорож, опубліковану в 1773 році. До цього татуювання в Європі не виділялася окремою назвою. Використовувані до того терміни ідентифікували її з іншою технікою безпосередньої прикраси і позначення людського тіла або були запозиченнями з жаргону різних суспільних груп.

## Історія

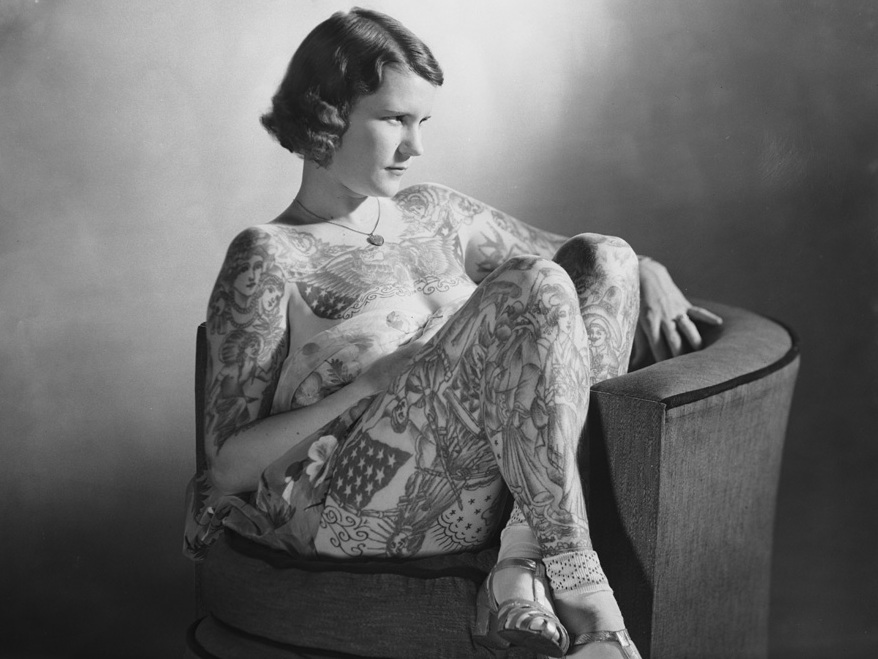
«Татуйована Венера». Бетті Бродбент (Betty Broadbent) стала першою жінкою, яка увійшла до Зали слави татуювань (Tattoo Hall of Fame). Фото 1938 р.

Історія татуювання, як малюнку на шкірі починається приблизно за доби Льодовикового періоду.
Татуювання могли відбивати належність до певної особливої групи, наприклад воїнів, або положення в сім'ї, як у японських народностей. Серед європейських народів, зокрема, слов'ян, татуювання було дуже поширене як метод прикраси свого тіла. Але через вплив християнства татуювання надовго стало «ізгоєм» (приблизно до XIII ст.)
Позначення татуювань, які у минулому застосовувалися на території Західної Європи: «signum» і «stigma» — ці слова відомі з літератури Стародавнього Риму, слово «stygmat» зустрічається в Біблії, виданій Лютером в 1534 році, «grafism» — у Дж. Казанови. «hieroglif» — так писав в «Весіллі Фігаро» П. О. Бомарше. Слова «знак», «відбиток» зустрічаються в романі знедолені «Люди» В.Гюго. Окрім цих термінів аж до кінця XVIII століття на території Західної Європи досить широко уживалося назви: «вирізаний малюнок» і французький термін «piquage», автором якого був маркіз Л. де Монкальм (1712—1759), особисто знайомий зі звичаями тодішніх індіанців Канади. А загалом на європейському континенті татуйованих найчастіше позначали словом «розфарбований» або «відмічений пунктиром». Голландці називали процес татуювання «prikschildern» або «stechmalen», що в перекладі означає «малювання наколюванням». Англійці вживали слова «punctures» і «punctation», іспанці — «pintados».
Після використання терміна «татуювання» Куком, він не відразу був прийнятий, як основний щодо одного і того ж способу прикраси тіла, у різних народів земної кулі. Спочатку слово «татуювання» пов'язувалося з процедурою, що виконується на Таїті.
У нинішньому сенсі термін «татуювання» поступово розповсюджувався в більшості європейських держав, пристосовуючись до різних мов і заповнюючи нішу в лексиці точним позначенням предмета, про який йде мова. Саме ж поняття «татуювання», яке охоплювало вже всі різновиди цього явища у всьому світі, вперше потрапило до «Словника медицини», підготовленого бельгійцем П. Ністеном в 1856 році. Потім Еміль Літтре ввів його у «Великий словник французької мови».

## Способи виведення татуювань
Тату неможливо вивести безслідно, шрами залишаться в будь-якому випадку. При видаленні татуювання утворюються шрами, за розміром більші, ніж розмір тату. Фактично, звести тату означає позбавитись фрагмента шкіри з татуюванням. Саме тому необхідно обдумати всі плюси та мінуси перед тим, як робити татуювання.
Після процедури видалення довгий час займає лікування. Враховуючи складність і неможливість ідеального виведення, найчастіше тату перекривають іншим зображенням. Неякісне чи набридле татуювання покривають заново новим малюнком, який повністю закриває старий, або вносять корективи і виправлення. Процес перекриття старого татуювання новим називається кавер-ап (англ. cover-up).

### Механічний спосіб
Цей спосіб годиться в тих випадках, коли розмір татуювання відносно малий. Цією процедурою користуються і люди, які мають на шкірі невеликі дефекти — рубці, пігментні плями, які залишаються після інтенсивного впливу сонячного проміння, тощо.

### Термічний спосіб
Ця процедура видаляє тату за допомогою лазера. Лазер допомагає позбавитись татуювання будь-якого розміру, будь-якої глибини та складності. Також з його допомогою проходить корекція татуювань.

### Хімічний спосіб
Цей спосіб пропонує видалення тату за допомогою різних хімічних речовин, метою якої є відлущення верхніх шарів шкіри з елементами фарби, тобто — це пілінг.